# Wereldkampioenschappen beachvolleybal 2017
De wereldkampioenschappen beachvolleybal 2017 werden van 28 juli tot en met 6 augustus gehouden in Wenen. Het was de elfde editie van het door de FIVB georganiseerde toernooi en de tweede editie die in Oostenrijk werd gehouden; Klagenfurt was in 2001 de speelstad.

## Opzet en speellocatie
Aan het mannen- en het vrouwentoernooi deden elk 48 teams mee, dus 96 teams in totaal. De 48 teams per toernooi waren in twaalf poules van vier verdeeld. De nummers één en twee van elke poule gingen automatisch door naar de zestiende finales evenals de vier beste nummers drie; de overige acht nummers drie speelden tegen elkaar in een tussenronde voor een plek bij de laatste 32. Vanaf de zestiende finale werd gespeeld via het knock-outsysteem.
De wedstrijden werden gespeeld op het Donauinsel dat plaats bood aan één hoofdstadion met ruimte voor tienduizend toeschouwers en twee kleinere speelvelden.

## Medailles

### Medaillewinnaars
| Onderdeel | Goud | Goud                                 | Zilver | Zilver                          | Brons | Brons                                  |
| --------- | ---- | ------------------------------------ | ------ | ------------------------------- | ----- | -------------------------------------- |
| Mannen    | BRA  | Evandro Gonçalves André Loyola Stein | AUT    | Clemens Doppler Alexander Horst | RUS   | Vjatsjeslav Krasilnikov Nikita Ljamin  |
| Vrouwen   | GER  | Laura Ludwig Kira Walkenhorst        | USA    | April Ross Lauren Fendrick      | BRA   | Larissa França Talita Antunes da Rocha |

### Medaillespiegel
| Plaats | Land             | Goud | Zilver | Brons | Totaal |
| 1      | Brazilië         | 1    | 0      | 1     | 2      |
| 2      | Duitsland        | 1    | 0      | 0     | 1      |
| 3      | Oostenrijk       | 0    | 1      | 0     | 1      |
| 3      | Verenigde Staten | 0    | 1      | 0     | 1      |
| 4      | Rusland          | 0    | 0      | 1     | 1      |
| Totaal | Totaal           | 2    | 2      | 2     | 6      |